# Pupping
Pupping est une commune autrichienne du district d'Eferding en Haute-Autriche.